# Букша, Кристина
Кристина Букша (рум. Cristina Bucșa; исп. Cristina Bucsa Bucsa, род. 1 января 1998, Кишинёв) — испанская теннисистка молдавского происхождения; победительница шести турниров WTA в парном разряде; бронзовый призёр Олимпийских игр 2024 года в женском парном разряде.

## Профессиональная карьера
В 2018 году Букша выиграла свой первый крупный титул ITF Circuit на Открытом чемпионате Сен-Мало в парном разряде в паре с Марией Фернандой Эраcо.

### 2021—2022
В 2021 году впервые в своей карьере она квалифицировалась в основную сетку турнира Большого шлема в одиночном разряде на Открытом чемпионате США.
В 2022 году квалифицировалась в основную сетку Открытого чемпионата Австралии, а затем и Открытого чемпионата Франции по теннису. Уступала в первом круге.
На Открытом чемпионате США в 2022 году она дебютировала и в первом круге победила Кайю Юван, а затем уступила 19-й сеяной Даниэль Коллинз.

### 2023—2024
В начале 2023 года Букша вошла в топ-100, после чего квалифицировалась на Открытый чемпионат Австралии и одержала свои первые две победы на этом Большом шлеме, победив Еву Лис и Бьянку Андрееску. Затем она проиграла первой ракетке мира Иге Свентек.
На Открытом чемпионате Лиона она выиграла свой первый титул в парном разряде с Бибиан Схофс. В этом же сезоне Букша дебютировала на Уимблдоне, победив Камиллу Рахимову.
В середине декабря 2023 года она выиграла свой первый титул WTA 125 на Открытом чемпионате Лиможа (Франция), победив в финале Эльзу Жакмо со счётом: 2-6, 6-1, 6-2.
Там же она также стала победительницей в парном разряде вместе с россиянкой Яной Сизиковой, где она в финале победила Оксану Калашникову и Майю Ламсден со счётом: 6-4, 6-1.
На Открытом чемпионате Австралии 2024 года она проиграла в первом раунде Анне Блинковой, а в парном разряде дошла до четвертьфинала в паре с другой россиянкой Александрой Пановой, где они проиграли опытным Габриэле Дабровски и Эрин Рутлифф со счётом 5-7, 2-6.
Кристину тренирует её отец, бывший биатлонист, участник Олимпийских игр 1998 и 2002 годов Ион Букша. Она тренируется и живёт в Кантабрии, Испания.

## Итоговое место в рейтинге WTA по годам
| Год  | Одиночный рейтинг | Парный рейтинг |
| ---- | ----------------- | -------------- |
| 2024 | 71                | 19             |
| 2023 | 83                | 66             |
| 2022 | 107               | 151            |
| 2021 | 159               | 242            |
| 2020 | 161               | 270            |
| 2019 | 164               | 246            |
| 2018 | 346               | 172            |
| 2017 | 415               | 284            |
| 2016 | 798               | 1278           |
| 2015 | 757               | 1167           |
| 2014 | 1193              | -              |
| 2013 | 1203              | -              |

## Выступления на турнирах

### Финалы турнировWTAв парном разряде (9)

#### Победы (6)
| Легенда:                    |
| --------------------------- |
| Турниры Большого шлема (0)* |
| Олимпиада (0)               |
| Итоговый турнир WTA (0)     |
| WTA 1000 (0+1)              |
| WTA 500 (0+1)               |
| WTA 250 (0+4)               |

| Титулы по покрытиям | Титулы по месту проведения матчей турнира |
| ------------------- | ----------------------------------------- |
| Хард (0+2)*         | Зал (0+1)                                 |
| Грунт (0+4)         | Зал (0+1)                                 |
| Трава (0)           | Открытый воздух (0+5)                     |
| Ковёр (0)           | Открытый воздух (0+5)                     |

* количество побед в одиночном разряде + количество побед в парном разряде.
| №  | Год             | Турнир               | Покрытие   | Партнёр             | Соперницы в финале                | Счёт              |
| 1. | 5 февраля 2023  | Лион, Франция        | Хард (зал) | Бибиана Схофс       | Ольга Данилович Александра Панова | 7-6(5) 6-3        |
| 2. | 7 апреля 2024   | Богота, Колумбия     | Грунт      | Камилла Рахимова    | Анна Бондар Ирина Хромачёва       | 7-6(5) 3-6 [10-8] |
| 3. | 5 мая 2024      | Мадрид, Испания      | Грунт      | Сара Соррибес Тормо | Лаура Зигемунд Барбора Крейчикова | 6-0 6-2           |
| 4. | 25 мая 2024     | Страсбург, Франция   | Грунт      | Моника Никулеску    | Эйжа Мухаммад Алдила Сутджиади    | 3-6 6-4 [10-6]    |
| 5. | 24 августа 2024 | Кливленд, США        | Хард       | Сюй Ифань           | Сюко Аояма Эри Ходзуми            | 3-6 6-3 [10-6]    |
| 6. | 6 апреля 2025   | Богота, Колумбия (2) | Грунт      | Сара Соррибес Тормо | Ирина Бара Лаура Пигосси          | 5-7 6-2 [10-5]    |

#### Поражения (3)
| №  | Год              | Турнир             | Покрытие | Партнёр           | Соперницы в финале             | Счёт              |
| 1. | 18 сентября 2022 | Порторож, Словения | Хард     | Тереза Мигаликова | Марта Костюк Тереза Мартинцова | 4-6 0-6           |
| 2. | 20 октября 2024  | Осака, Япония      | Хард     | Моника Никулеску  | Лаура Зигемунд Эна Сибахара    | 6-3 2-6 [2-10]    |
| 3. | 30 марта 2025    | Майами, США        | Хард     | Мию Като          | Мирра Андреева Диана Шнайдер   | 3-6 7-6(5) [2-10] |